# Photonensieb

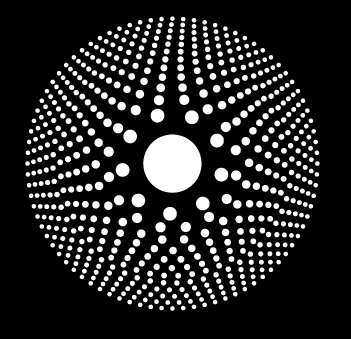
Photonensieb

Fresnel-Zonenplatte. Anstelle der konzentrischen Ringe besitzt das Photonensieb viele Löcher, die auf den Ringen angeordnet sind.

Ein Photonensieb ist ein diffraktives optisches Element, welches ursprünglich für die Fokussierung von Röntgenstrahlung entwickelt wurde. Es besteht aus einem flachen Trägermaterial mit unterschiedlich großen Lochblenden, die ähnlich angeordnet sind wie die Ringe einer Fresnel-Zonenplatte. Im Gegensatz zu dieser kann die erreichbare Auflösung höher sein als der Durchmesser der kleinsten Lochblende.
Die Amplitude wird moduliert durch die Größe jeder einzelnen Lochblende, die Phase durch die Position. Die Feldverteilung in der Fokusebene ist gegeben durch lineare Superposition der durch die individuellen Lochblenden gegebenen Felder.